# Будинок Полтавських губернських державних установ
Будинок Полтавських губернських державних установ — пам'ятка історії та архітектури у Полтаві, що розташовується у східному секторі Круглої площі між вулицями Монастирською і Соборності.

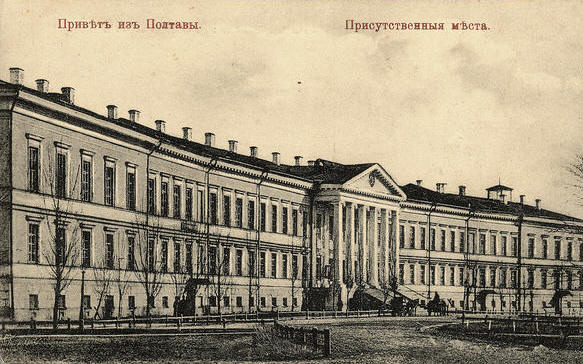
Будинок Полтавських губернських державних установ, початок XX століття

Споруджений у 1811 році в стилі класицизму за типовим проєктом 1803 року архітектора Адріяна Захарова. Первісно корпус займав лише середню частину ділянки, а по боках йшла цегляна огорожа з двома симетрично розміщеними воротами. У 1818 році будинок відремонтовано, у 1866 році впритул до середнього корпусу добудовано бічні крила за проєктом харківського архітектора Федора Данилова. Впродовж XIX—початку XX століття тут містилася більшість губернських установ: губернська управа, «Приказ общественного призрения», казенна палата, у якій, зокрема, працював Панас Мирний. У справах служби будинок відвідував Олександр Пальм — російський белетрист, поет і драматург, якого у 1868 році перевели у Полтаву управителем відділення державного банку. Майже 30 років (з 1866) управителем Полтавської контрольної палати служив Володимир Ахшарумов (батько диригента, скрипаля Дмитра Ахшарумова: походив з кавказьких дворян, служив у Херсонській губернії, у 1863 році був переведений до Полтави).
Після Жовтневої революції у будинку розмістилися установи губвиконкому, у 1922 році у ньому виступали Михайло Калінін та Григорій Петровський.
У 1943 році згорів, відбудований у 1948–1952 роках за проєктом архітектора Д. М. Гольдінова та інших, при консультації архітектора Є.I. Катоніна. Зараз тут міститься міськрада. На фасаді встановлено меморіальну дошку Володимиру Леніну та пам'ятну дошку на честь нагородження міста орденом Трудового Червоного Прапора у зв'язку з 800-річчям.